# Martin Gerber
Martin Gerber (* 3. September 1974 in Burgdorf) ist ein ehemaliger Schweizer Eishockeytorhüter, der in den vier wichtigsten Eishockeyligen der Welt (National Hockey League, Kontinentale Hockey Liga, Svenska Hockeyligan und National League A) unter Vertrag stand. Zu den grössten Erfolgen seiner Karriere gehören der Gewinn des Stanley Cups 2006 und der Gewinn der Silbermedaille an der Weltmeisterschaft 2013.

## Karriere

### Anfänge in Langnau
Gerber wuchs in Schangnau auf und spielte als Jugendlicher bei den SCL Tigers in Langnau. Sein Debüt im Seniorenbereich gab er am 26. Oktober 1991 als 17-Jähriger beim SC Signau, einem Amateurteam in der 2. Liga. Zur Saison 1993/94 wechselte er zum SC Thun in die 1. Liga, der damals höchsten Amateurspielklasse der Schweiz. Zur Saison 1994/95 wechselte er als Ersatztorhüter zum SC Langnau, der zuvor aus der 1. Liga in die NLB aufgestiegen war. In seiner ersten Saison in Langnau wurde er insgesamt 222 Minuten eingesetzt und liess dabei 18 Gegentore zu. Zunächst spielte er mit seinem Team in der zweiten Schweizer Liga (Nationalliga B). In den Play-offs 1997 erzielte er als erster Torhüter in der Schweiz einen Treffer (gegen den HC Martigny in der Schlussminute ins leere Tor). Einen ersten Karrierehöhepunkt erlebte er am 7. April 1998, als er mit dem SC Langnau in die NLA, die höchste Schweizer Liga, aufstieg.

### National Hockey League
Martin Gerber wurde von den Mighty Ducks of Anaheim in der achten Runde an Position 232 im NHL Entry Draft 2001 ausgewählt, er war zu diesem Zeitpunkt bereits 26 Jahre alt. Er wechselte nicht sofort in die NHL, sondern spielte in der Saison 2001/02 bei Färjestad BK (Schweden). Dort wurde er Stammtorhüter und zeigte sehr gute Leistungen, so dass er als «bester neuer ausländischer Spieler» in der obersten schwedischen Spielklasse ausgezeichnet wurde. Zum Beginn der Saison 2002/03 wurde er in die NHL zu den Mighty Ducks of Anaheim berufen, wo er Back-up von Jean-Sébastien Giguère wurde. Die Saison verlief sehr positiv. Gerber absolvierte 22 Spiele, hatte eine erstklassige Fangquote und einen sehr guten Gegentordurchschnitt, und das Team schaffte es bis in den Stanley-Cup-Final. In den Play-offs kam er nur zweimal für kurze Zeit aufs Eis. Die Saison 2003/04 absolvierte Gerber wieder als Nummer 2 und kam auf insgesamt 32 Spiele. Nach der Saison wurde er in einem Tauschgeschäft zu den Carolina Hurricanes transferiert.

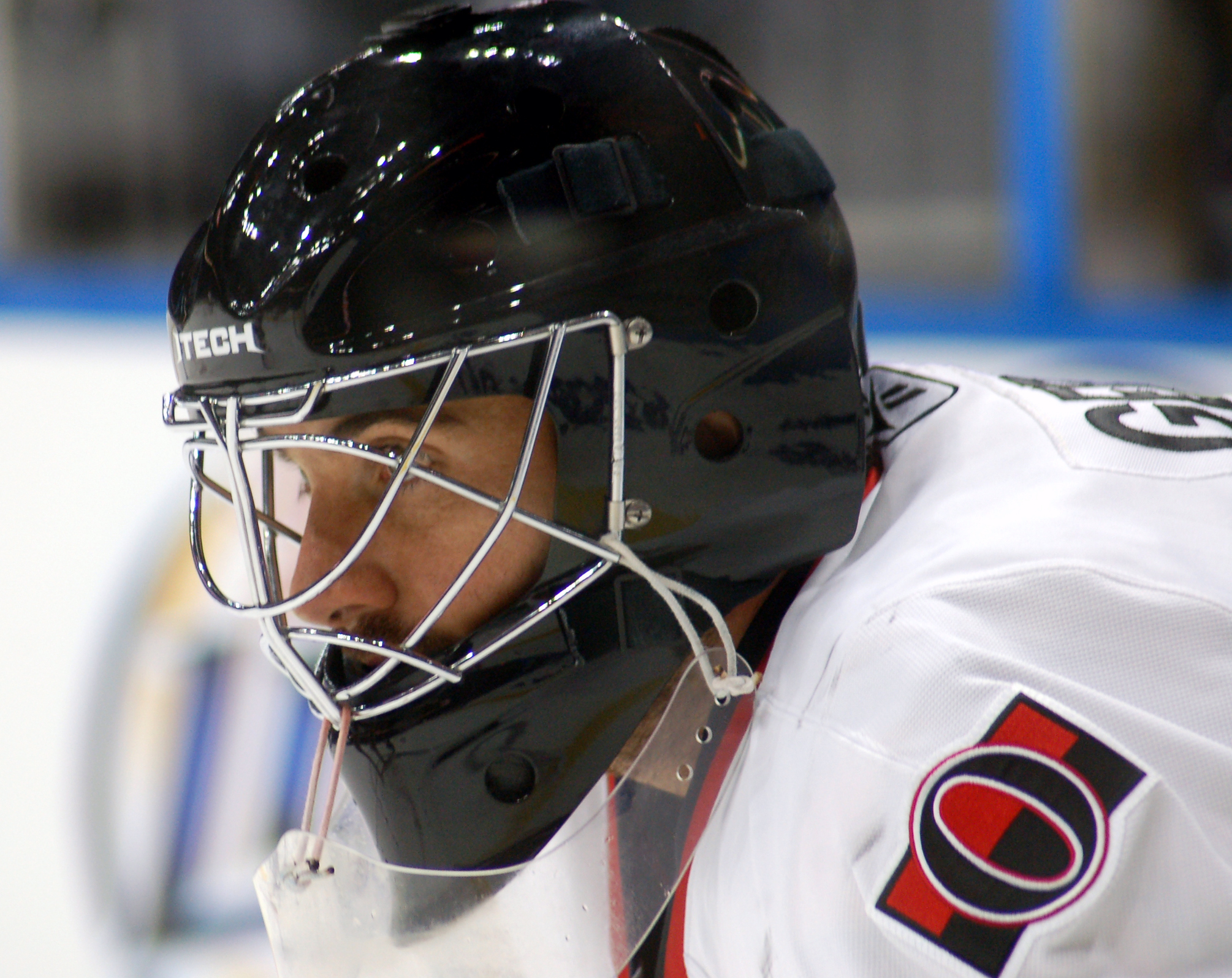
Martin Gerber im Trikot der Ottawa Senators (2007)

In der Saison 2004/05 hätte er seinen Einstand bei den Carolina Hurricanes geben sollen. Doch nachdem die NHL-Saison wegen Auseinandersetzungen zwischen Spielern und Teameignern um die Bezahlung (einem so genannten Lockout) jedoch hatte abgesagt werden müssen, spielte er zuerst für seinen alten Verein, die SCL Tigers, wechselte aber im Verlaufe der Saison nach Färjestad. In der Saison 2005/06 wurde er Stammtorhüter bei den Carolina Hurricanes.
In der NHL kam er auf 60 Spiele, und sein Team schaffte es in der regulären Saison auf Platz drei. Unter diesen guten Voraussetzungen starteten sie in die Play-offs, doch Martin Gerber patzte und zeigte in den ersten Spielen keine gute Leistung, so dass er durch den 22-jährigen Cam Ward als Nummer eins ersetzt wurde. Im Eastern-Conference-Final gegen die Buffalo Sabres kehrte Gerber ins Tor zurück und schaffte einen Shutout. Doch es gelang ihm nicht, sich gegen seinen jüngeren Torhüterkollegen durchzusetzen. Die Hurricanes zogen in den Stanley-Cup-Final gegen die Edmonton Oilers ein und gewannen im siebten und entscheidenden Spiel zum ersten Mal den Stanley Cup. Nach Ablauf seines Vertrags in Carolina absolvierte Gerber die Saison 2006/07 bei den Ottawa Senators. Dort teilte er sich die Einsatzzeiten mit Ray Emery.

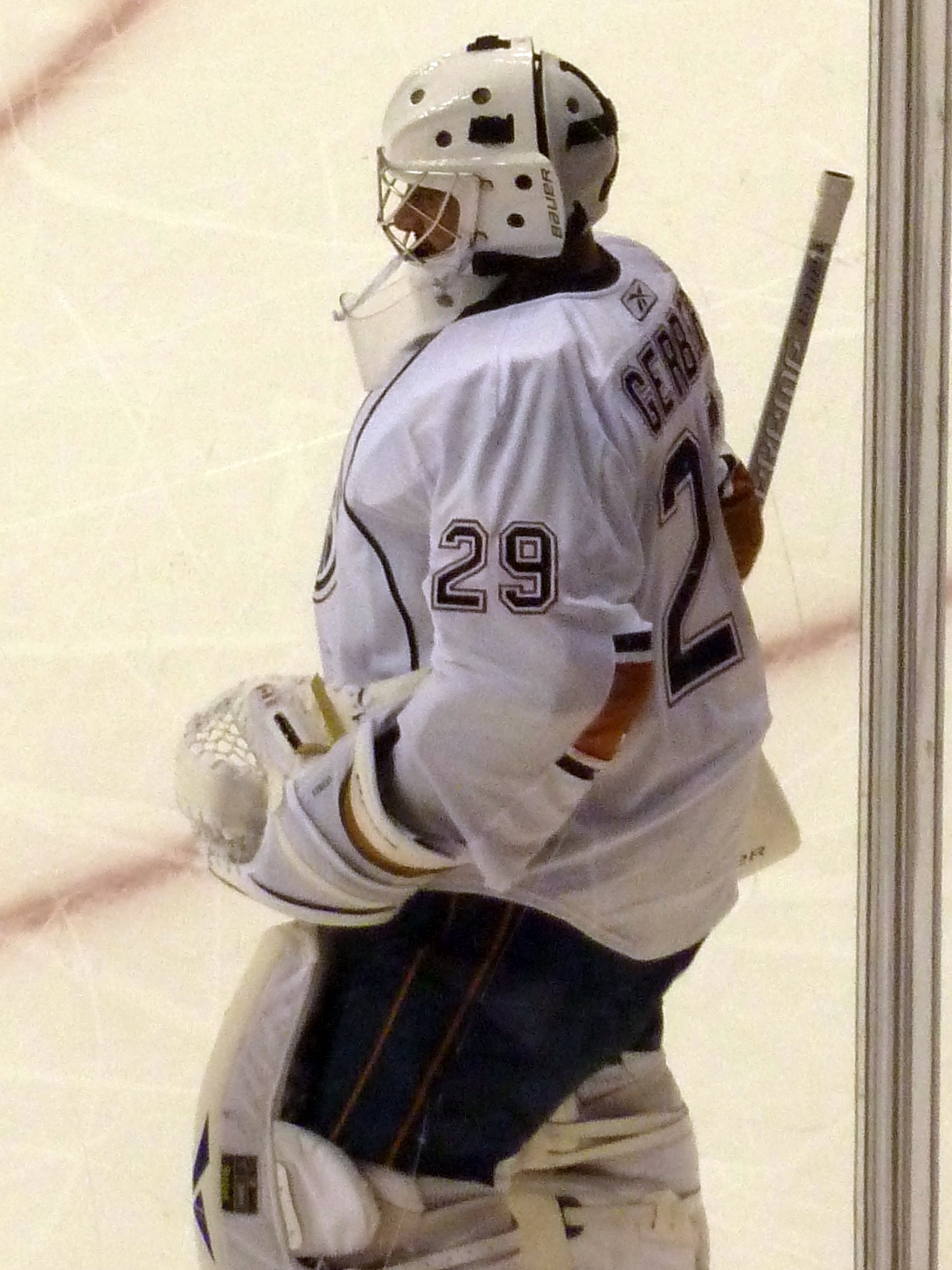
Martin Gerber im September 2010

Die Ottawa Senators gewannen die Prince of Wales Trophy, unterlagen jedoch im Final um den Stanley Cup den Anaheim Ducks. In der folgenden Spielzeit setzte sich Gerber gegenüber Emery durch und absolvierte einen Grossteil der Saisonspiele. Doch wiederum ein Jahr später war er nur noch Ersatzmann hinter Alex Auld und Brian Elliott, so dass er zwischenzeitlich ins Farmteam nach Binghamton abgeschoben wurde. Schliesslich platzierten ihn die Senators im Januar 2009 im Waiver, woraufhin er im März von den Toronto Maple Leafs unter Vertrag genommen wurde. Aber auch in Toronto hatte er mit Vesa Toskala und Curtis Joseph starke Konkurrenz, so dass sein Vertrag am Saisonende nicht erneuert wurde. Daraufhin entschloss er sich zu einem Wechsel in die KHL, wo er ab Juli 2009 bei Atlant Mytischtschi unter Vertrag stand. Ein Jahr später erhielt er keinen neuen KHL-Vertrag und war zunächst vereinslos.

### Rückkehr nach Europa
Erst im August 2010 erhielt er einen Zweiwegevertrag bei den Edmonton Oilers, die ihn bei den Oklahoma City Barons in der AHL einsetzten. Im Verlauf der Saison kam Gerber auch zu einzelnen Einsätzen bei den Oilers in der NHL, in denen er zu überzeugen vermochte. Im Juli 2011 unterzeichnete Gerber einen Kontrakt für ein Jahr beim Elitserien-Aufsteiger Växjö Lakers. Zur Saison 2012/13 wurde er vom Rögle BK verpflichtet, der zuvor ebenfalls in die höchste schwedische Ligastufe aufgestiegen war. Gerber konnte allerdings den direkten Wiederabstieg nicht verhindern. Im April 2013 wurde bekannt, dass Gerber seit dem Lockout 2004/05 in der folgenden Saison erstmals wieder in der Schweiz spielen wird. Er unterzeichnete einen Zweijahresvertrag bei den Kloten Flyers.
Nach der Saison 2016/17 beendete er seine Karriere.

### Nationalmannschaft

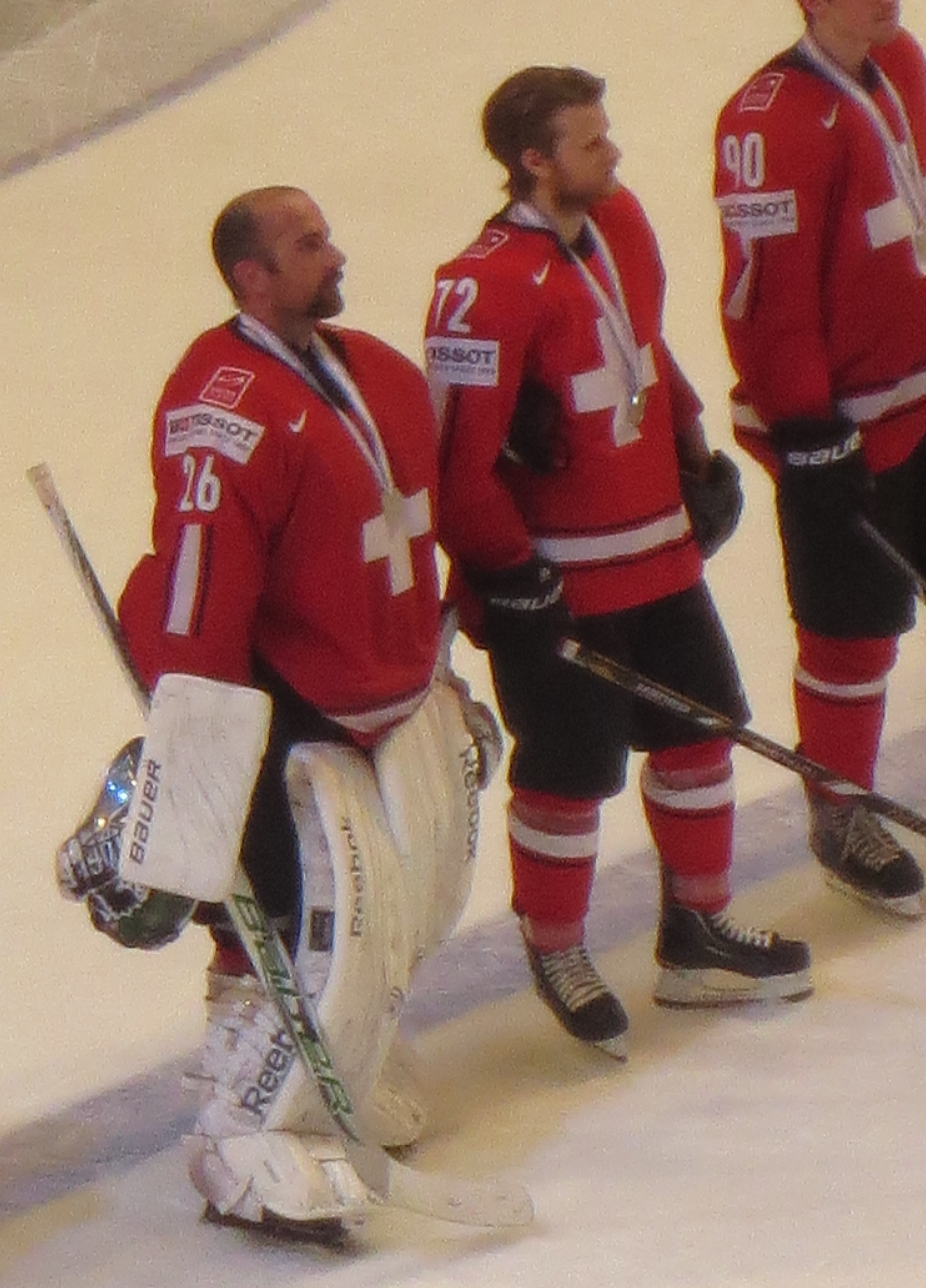
Martin Gerber (links) beim Final der Weltmeisterschaft 2013

Bei den Olympischen Winterspielen 2006 in Turin war Gerber mit David Aebischer hauptsächlich an den guten Leistungen der Schweizer beteiligt. Er stand ebenfalls beim historischen 2:0-Sieg der Schweizer über Kanada zwischen den Pfosten und glänzte dort mit einem Shutout. Bei der Weltmeisterschaft 2013 in Stockholm und Helsinki war er erneut Teil der Nationalmannschaft und errang mit dieser die Silbermedaille. Zudem gehörte er zu den statistisch besten Torhütern des Turniers.

## Sonstiges
- Zum ersten Mal in der Geschichte der National Hockey League trafen am 20. Oktober 2002 in der Partie Mighty Ducks of Anaheim gegen Colorado Avalanche mit Martin Gerber und David Aebischer zwei Schweizer Torhüter aufeinander. Das Spiel begann damit, dass beide Torhüter zum Bully antraten.

- Zu Beginn der Saison 2007/08 verwendete Martin Gerber einen schwarzen Helm. Geplant war, diesen durch einen mit dem neuen Logo der Senators bemalten zu ersetzen. Nachdem er mit dem schwarzen aber einen sehr erfolgreichen Saisonstart bestritten hatte und er ihn auch als bequemer einstufte, trat er weiter mit diesem an. Dies trug ihm den Spitznamen «Darth Gerber» ein.

- Seine Rückennummer 26 wurde von den SCL Tigers gesperrt. Sie wird seit der Lockout-Saison 2004/05 nicht mehr vergeben.

## Erfolge und Auszeichnungen

### Vereine
- 2000 Schweizer Torhüter des Jahres
- 2002 Schwedischer Meister mit Färjestad BK
- 2006 Stanley-Cup-Gewinn mit den Carolina Hurricanes
- 2017 Gewinn des Swiss Ice Hockey Cup mit dem EHC Kloten

### Nationalmannschaft
- 2013 Silbermedaille bei der Weltmeisterschaft

## Karrierestatistik

### Nationalmannschaft
(Legende zur Torhüterstatistik: GP oder Sp = Spiele insgesamt; W oder S = Siege; L oder N = Niederlagen; T oder U oder OT = Unentschieden oder Overtime- bzw. Shootout-Niederlage; Min. = Minuten; SOG oder SaT = Schüsse aufs Tor; GA oder GT = Gegentore; SO = Shutouts; GAA oder GTS = Gegentorschnitt; Sv% oder SVS% = Fangquote; EN = Empty Net Goal; 1 Play-downs/Relegation; Kursiv: Statistik nicht vollständig)